# Сирена (аларма)
Сирената е устройство, създаващо силен шум. Сирените за гражданска защита се монтират на фиксирани места и се използват за предупреждение за природни бедствия или атаки. Сирените се използват в превозни средства за спешна помощ като линейки, полицейски коли и пожарни коли. Има два основни вида: механични и електронни.
Много противопожарни сирени (използвани за призоваване на пожарникари-доброволци) изпълняват двойно задължение като сирени за торнадо или гражданска защита, предупреждавайки цялата общност за надвиснала опасност. Повечето пожарни сирени са монтирани или на покрива на пожарната, или на стълб до пожарната. Пожарните сирени могат също да се монтират на или близо до правителствени сгради, на високи конструкции като водни кули, както и в системи, където няколко сирени са разпределени в града за по-добро звуково покритие. Повечето пожарни сирени са еднотонални и се задвижват механично от електрически двигатели с ротор, прикрепен към вала. Някои по-нови сирени са високоговорители с електронно задвижване.
Пожарните сирени често се наричат „пожарни свирки“, „пожарни аларми“ или „пожарни клаксони“. Въпреки че няма стандартно сигнализиране на пожарни сирени, някои използват кодове, за да информират пожарникарите за местоположението на пожара. Сирените за гражданска защита, използвани също като противопожарни сирени, често могат да произведат променлив сигнал "hi-lo" (подобно на превозните средства за спешна помощ в много европейски страни) като сигнал за пожар или атака (бавен вой), обикновено 3 пъти, за да не се обърква обществеността със стандартните сигнали за гражданска защита за тревога (постоянен тон) и бърз вой (бърз трептящ тон). Пожарните сирени често се тестват веднъж на ден по обяд и се наричат още „обедни сирени“ или „обедни свирки“.
Първите коли за спешна помощ разчитаха на звънец. След това през 70-те години те преминаха към двутонален въздушен клаксон, който през 80-те беше изпреварен от електронния вой.

## История
Сирената е изобретена от шотландския натурфилософ Джон Робисън малко преди 1799 г. Сирените на Робисън са използвани като музикални инструменти; по-конкретно, те захранваха някои от тръбите в орган. Сирената на Робисън се състоеше от спирателен кран, който отваряше и затваряше пневматична тръба. Спирателният кран очевидно се е задвижвал от въртене на колело.
През 1819 г. е разработена подобрена сирена, наречена от барон Чарлз Кагниард де ла Тур. Сирената на Де ла Тур се състоеше от два перфорирани диска, които бяха монтирани коаксиално на изхода на пневматична тръба. Единият диск беше неподвижен, докато другият се въртеше. Въртящият се диск периодично прекъсва притока на въздух през неподвижния диск, произвеждайки тон. Сирената на Де ла Тур може да издава звук под вода, което предполага връзка със сирените от гръцката митология; оттук и името, което той дава на инструмента.
Вместо дискове, повечето съвременни механични сирени използват два концентрични цилиндъра, които имат процепи, успоредни на тяхната дължина. Вътрешният цилиндър се върти, докато външният остава неподвижен. Когато въздухът под налягане изтича от прорезите на вътрешния цилиндър и след това излиза през процепите на външния цилиндър, потокът периодично се прекъсва, създавайки тон. Най-ранните такива сирени са разработени през 1877 – 1880 г. от Джеймс Дъглас и Джордж Слайт (1859 – 1934) от Trinity House; окончателната версия е инсталирана за първи път през 1887 г. на фара Ailsa Craig в шотландския Firth of Clyde. Когато търговската електрическа енергия стана достъпна, сирените вече не се задвижваха от външни източници на сгъстен въздух, а от електрически двигатели, които генерираха необходимия въздушен поток чрез обикновен центробежен вентилатор, който беше вграден във вътрешния цилиндър на сирената.
За да насочи звука на сирената и да увеличи максимално нейната мощност, сирената често е снабдена с клаксон, който преобразува звуковите вълни с високо налягане в сирената в звукови вълни с по-ниско налягане на открито.
Най-ранният начин за призоваване на пожарникари доброволци към пожар е чрез звън на камбана, монтирана на върха на пожарната или в камбанарията на местна църква. Когато електричеството стана достъпно, бяха произведени първите пожарни сирени. През 1886 г. френският електроинженер Гюстав Труве разработва сирена, за да обяви тихото пристигане на неговите електрически лодки. Два ранни производителя на пожарни сирени са William A. Box Iron Works, който произвежда сирените "Denver" още през 1905 г., и Inter-State Machine Company (по-късно Sterling Siren Fire Alarm Company), който прави вездесъщия модел "M" електрически сирена, която беше първата двутонална сирена. Популярността на пожарните сирени нараства през 20-те години на миналия век, като много производители, включително Federal Electric Company и Decot Machine Works, създават свои собствени сирени. От 70-те години на миналия век много общности са дезактивирали своите пожарни сирени, тъй като пейджърите станаха достъпни за използване от пожарната служба. Някои сирени все още остават като резервно копие на пейджър системите.
По време на Втората световна война британската гражданска защита използва мрежа от сирени, за да предупреди населението за предстоящото въздушно нападение. Единичен тон означаваше „всичко чисто“. Поредица от тонове означаваше въздушно нападение.

## Видове

### Пневматична
Пневматичната сирена, която е свободен аерофон, се състои от въртящ се диск с отвори в него (наречен хеликоптер, сиренен диск или ротор), така че материалът между отворите прекъсва въздушния поток от фиксирани отвори от външната страна на единица (наречена статор). Тъй като дупките във въртящия се диск последователно предотвратяват и позволяват на въздуха да тече, това води до редуване на сгъстен и разреден въздушно налягане, т.е. звук. Такива сирени могат да консумират големи количества енергия. За да се намали консумацията на енергия, без да се губи силата на звука, някои конструкции на пневматични сирени се усилват чрез изтласкване на сгъстен въздух от резервоар, който може да се напълни отново от компресор с ниска мощност през диска на сирената.
В американския английски език пневматичните сирени за превозни средства понякога се наричат механични сирени или сирени за увеселителен парк, за да се разграничат от електронните устройства. Механичните сирени, задвижвани от електрически двигател, често се наричат „електромеханични“. Един пример е сирената Q2B, продавана от Federal Signal Corporation. Поради голямото потребление на ток (100 ампера при подаване на захранване) </link> приложението му обикновено е ограничено до противопожарни апарати, въпреки че е наблюдавано нарастващо използване на линейки тип IV и превозни средства на спасителни екипи. Неговият отчетлив тон на неотложност, високо ниво на звуково налягане (123 dB на 10 фута) и квадратни звукови вълни отчитат неговата ефективност.
В Германия и някои други европейски страни пневматичната двутонална (hi-lo) сирена се състои от два комплекта въздушни клаксони, единият висок, а другият нисък. Въздушен компресор издухва въздуха в един комплект клаксони и след това автоматично превключва към другия комплект. Докато се случва това превключване напред и назад, звукът променя тоновете. Звуковата му мощност варира, но може да достигне приблизително 125 dB, в зависимост от компресора и клаксоните. В сравнение с механичните сирени, тя използва много по-малко електроенергия, но се нуждае от повече поддръжка.
В пневматичната сирена статорът е частта, която прекъсва и отваря отново въздуха, докато въртящите се остриета на хеликоптера се движат покрай отворите на статора, генерирайки звук. Височината на звука на сирената е функция от скоростта на ротора и броя на отворите в статора. Сирена само с един ред портове се нарича еднотонална сирена. Сирена с два реда портове е известна като двутонална сирена. Чрез поставяне на втори статор върху главния статор и прикрепване на соленоид към него, човек може многократно да затваря и отваря всички портове на статора, като по този начин създава тон, наречен импулс. Ако това се прави, докато сирената вие (вместо да издава постоянен тон), тогава се нарича импулсен вой. Правейки това поотделно над всеки ред от портове на двутонална сирена, можете последователно да звучите всеки от двата тона напред и назад, създавайки тон, известен като Hi/Lo. Ако това се направи, докато сирената вие, това се нарича Hi/Lo вой. Това оборудване може също да прави пулс или импулсен вой. Портовете могат да се отварят и затварят за изпращане на морзов код. Сирена, която може да прави както импулс, така и морзова азбука, е известна като кодова сирена.

### Електронна
Електронните сирени включват вериги като осцилатори, модулатори и усилватели за синтезиране на избран тон на сирената (вой, писък, hi-lo, въздушен клаксон и др.), който се възпроизвежда през външни високоговорители. Не е необичайно, особено в случай на съвременни пожарни коли, да видите кола за спешна помощ, оборудвана и с двата вида сирени. Често полицейските сирени също използват интервал от тритон, за да привлекат вниманието. Първата електронна сирена, която имитира звука на механична сирена, е изобретена през 1965 г. от служителите на Motorola Роналд Х. Чапман и Чарлз У. Стивънс.

### Други видове
Парни свирки също са били използвани като предупредително устройство, ако е налице доставка на пара, като дъскорезница или фабрика. Те бяха често срещани преди пожарните сирени да станат широко достъпни, особено в бившия Съветски съюз. Пожарни клаксони, големи клаксони за сгъстен въздух, също са били и все още се използват като алтернатива на пожарната сирена. Много системи за противопожарни клаксони бяха свързани да стрелят по кутии за теглене, които бяха разположени около града, и това щеше да „изстреля“ код по отношение на местоположението на тази кутия. Например, кутия за издърпване номер 233, когато бъде издърпана, ще задейства пожарния клаксон да издаде два удара, последвани от пауза, последвана от три удара, последвани от пауза, последвана от още три удара. В дните преди телефоните това беше единственият начин пожарникарите да знаят местоположението на пожара. Кодираните взривове обикновено се повтарят няколко пъти. Тази технология беше приложена и към много парни свирки. Някои пожарни сирени са оборудвани със спирачки и амортисьори, което им позволява да издават и кодове. Тези единици са били ненадеждни и сега са необичайни. [необходим цитат]

## Физика на звука
Механичните сирени издухват въздух през прорезен диск или ротор. Цикличните вълни на въздушното налягане са физическата форма на звука. В много сирени центробежен вентилатор и ротор са интегрирани в едно парче материал, завъртяно от електрически мотор.
Електронните сирени са високоефективни високоговорители, със специализирани усилватели и генериране на тон. Те обикновено имитират звуците на механични сирени, за да бъдат разпознаваеми като сирени.
За да се подобри ефективността на сирената, тя използва относително ниска честота, обикновено няколкостотин херца. Звуковите вълни с по-ниска честота преминават по-добре около ъглите и през дупките.
Сирените често използват клаксони, за да насочат вълните на натиск. Това използва енергията на сирената по-ефективно, като я насочва. Експоненциалните клаксони постигат подобна ефективност с по-малко материал.
Честотата, т.е. циклите в секунда на звука на механична сирена, се контролира от скоростта на нейния ротор и броя на отварянията. Виенето на механична сирена се появява, когато роторът се ускорява и забавя. Викането обикновено идентифицира атака или спешна ситуация.
Характерният тембър или музикалното качество на механичната сирена се дължи на това, че е триъгълна вълна, когато се изобразява като налягане във времето. Когато отворите се разширяват, излъчваното налягане се увеличава. Като се затворят, намалява. И така, характерното честотно разпределение на звука има хармоници с нечетни (1, 3, 5...) кратни на основния. Мощността на хармониците намалява в обратен квадрат на тяхната честота. Отдалечените сирени звучат по-„меко“ или „по-топло“, защото техните резки високи честоти се поглъщат от близките обекти.
Двутоналните сирени често са проектирани да издават малка терца, музикално считана за „тъжен“ звук. За да направят това, те имат два ротора с различен брой отвори. Горният тон се произвежда от ротор с брой отвори, делими на шест. Роторът на долния тон има брой отвори, делими на пет. За разлика от органа, малката терца на механичната сирена е почти винаги физическа, а не темперирана. За да се постигнат темперирани съотношения в механична сирена, роторите трябва или да бъдат задвижвани, да се управляват от различни двигатели или да имат много голям брой отвори. Електронните сирени могат лесно да произведат темперирана малка терца.
Механична сирена, която може да редува своите тонове, използва соленоиди за преместване на въртящи се щори, които прекъсват подаването на въздух към единия ротор, след това към другия. Това често се използва за идентифициране на предупреждение за пожар.
При тестване не е желателен плашещ звук. Така че електронните сирени обикновено издават музикални звуци: Уестминстърските камбани са често срещани. Механичните сирени понякога се самотестват чрез „ръмжене“, т.е. работят при ниски скорости.

## В музиката
Сирените се използват и като музикални инструменти. Те са били на видно място в произведения на авангардни и съвременни класически композитори. Примерите включват композициите на Edgard Varèse Amériques (1918 – 21, рев. 1927), Hyperprism (1924) и Ionisation (1931); Симфония на заводските сирени на Арсений Авраамов (1922); Балет Mécanique на Джордж Антейл (1926); Симфония № 2 на Димитри Шостакович (1927) и „The Klaxon: March of the Automobiles“ (1929) на Хенри Филмор, която включва клаксофон.
В популярната музика сирените са използвани в "Song to the Siren" на The Chemical Brothers (1992) и в сегмент от 60 минути на CBS News, извирен от перкусионистката Евелин Глени. Вариация на сирена, изсвирена на клавиатура, са началните ноти на песента на REO Speedwagon „Ridin' the Storm Out“. Някои хевиметъл банди също използват въведения тип сирена за въздушна атака в началото на своите концерти. </link> Началният такт на Money City Maniacs 1998 от канадската група Sloan използва множество припокриващи се сирени.

## Монтирани на автомобил

### Одобрения или сертификати
Правителствата може да имат стандарти за сирени, монтирани на превозни средства. Например в Калифорния сирените са обозначени като клас A или клас B. Сирената от клас A е достатъчно силна, за да може да се монтира почти навсякъде в превозно средство. Сирените от клас B не са толкова силни и трябва да бъдат монтирани на равнина, успоредна на равното пътно платно и успоредна на посоката, в която се движи превозното средство, когато се движи по права линия.
В някои случаи сирените също трябва да бъдат одобрени от местните агенции. Например Калифорнийският магистрален патрул одобрява конкретни модели за използване в превозни средства за спешна помощ в щата. Одобрението е важно, защото гарантира, че устройствата работят адекватно. Освен това използването на неодобрени устройства може да бъде фактор при определяне на грешка, ако възникне сблъсък. </link>
Международният комитет за аварийни предупредителни светлини и устройства на SAE контролира практиките за аварийно осветление на превозни средства SAE и практиката за сирени, J1849. Тази практика беше актуализирана чрез сътрудничество между SAE и Националния институт за стандарти и технологии. Въпреки че тази версия остава доста подобна на стандарта California Title 13 за извеждане на звук под различни ъгли, тази актуализирана практика позволява на акустична лаборатория да тества сиренена система с двоен високоговорител за съвместим изход на звук.

### Най-добри практики
Високоговорителите за сирени или механичните сирени трябва винаги да се монтират пред купето. Това намалява шума за пътниците и прави звука на двупосочното радио и мобилния телефон по-разбираем по време на използване на сирената. Той също така поставя звука там, където ще бъде полезен. Проучване от 2007 г. установи, че нивата на звука в купето могат да надхвърлят 90 dB(A).
Изследванията показват, че сирените, монтирани зад решетката на двигателя или под арките на калниците, произвеждат по-малко нежелан шум в пътническата кабина и отстрани и отзад на автомобила, като същевременно поддържат нива на шум, за да дадат адекватни предупреждения. Включването на широколентов звук към сирените има способността да увеличи локализацията на сирените, както при насочената сирена, тъй като разпространението на честотите използва трите начина, по които мозъкът открива посоката на звука: междуушна разлика в нивото, междуушна времева разлика и трансферна функция, свързана с главата.
Най-лошите инсталации са тези, при които звукът на сирената се излъчва над и малко зад пътниците в превозното средство, като например случаите, когато високоговорител, монтиран на светлинна лента, се използва на седан или пикап. Превозните средства със скрити сирени също обикновено имат високи нива на шум вътре. В някои случаи скрити или лоши инсталации създават нива на шум, които могат трайно да увредят слуха на пътниците в автомобила.
Механичните сирени, задвижвани от електрически двигател, могат да черпят 50 до 200 ампера при 12 волта (DC), когато се въртят до работна скорост. Подходящото окабеляване и преходна защита за компютрите за управление на двигателя е необходима част от инсталацията. Окабеляването трябва да е подобно по размер на окабеляването към стартера на двигателя на превозното средство. Механичните устройства, монтирани на превозни средства, обикновено имат електрическа спирачка, соленоид, който притиска фрикционна подложка към ротора на сирената. Когато аварийно превозно средство пристигне на място или бъде отменено по пътя, операторът може бързо да спре сирената.
Твърди се, че електронните сирени с няколко високоговорителя често имат мъртви точки под определени ъгли спрямо посоката на движение на автомобила. Те са причинени от фазови разлики. Звукът, идващ от масива на високоговорителите, може да отмени фазата в някои ситуации. Това анулиране на фазата се случва на единични честоти, въз основа на разстоянието на високоговорителите. Тези фазови разлики също отчитат увеличенията въз основа на честотата и разстоянието между високоговорителите. Въпреки това сирените са проектирани да променят честотата на своя звуков изход, обикновено не по-малко от една октава. Това измитане минимизира ефектите от анулирането на фазата. Резултатът е, че средният звуков изход от сиренена система с двоен високоговорител е 3 dB по-голям от система с единични високоговорители.